# Parti national démocratique (Djibouti)
Le Parti national démocratique (PND) est un parti politique de la république de Djibouti.
Dirigé par Aden Robleh Awaleh depuis 1992, il est légalisé en septembre de la même année lorsque quatre partis sont autorisés à Djibouti. Son président est l'un des cinq candidats à l'élection présidentielle de mai 1993, remportée dès le premier tour par Hassan Gouled Aptidon avec officiellement 61 % des voix.
Le Parti national démocratique a présenté des candidats dans la circonscription d'Ali Sabieh aux élections de décembre 1997 mais, du fait du scrutin de liste majoritaire à un tour, il n'obtient aucun élu .
Depuis 2003, le PND participe à l'Union pour la majorité présidentielle, la coalition au pouvoir. Dans ce cadre, il obtient des élus à l'Assemblée nationale lors des élections de 2003 et 2008.